# Poiplie
Poiplie este o arie protejată (arie de protecție specială avifaunistică — SPA) din Slovacia întinsă pe o suprafață de 8.062,9 ha, integral pe uscat.

## Localizare
Centrul sitului Poiplie este situat la coordonatele 48°10′04″N 19°26′07″E / 48.167875°N 19.435312°E.

## Înființare
Situl Poiplie a fost declarat arie de protecție specială avifaunistică în iulie 2003 pentru a proteja 23 de specii de animale.

## Biodiversitate
Situată în ecoregiunea panonică, aria protejată conține 4 habitate naturale: Lacuri eutrofice naturale cu vegetație de tip Magnopotamion sau Hydrocharition, Pajiști aluvionare inundabile, de Cnidion dubii, Liziere de ierburi înalte hidrofile de câmpie și de nivel montan până la alpin, Fânețe de joasă altitudine (Alopecurus pratensis, Sanguisorba officinalis).
La baza desemnării sitului se află mai multe specii protejate:
- păsări (15): pescăruș albastru (Alcedo atthis), barză albă (Ciconia ciconia), erete de stuf (Circus aeruginosus), prepeliță (Coturnix coturnix), ciocănitoare de grădină (Dendrocopos syriacus), ciocârlan (Galerida cristata), stârc pitic (Ixobrychus minutus), sfrânciocul cu frunte neagră (Lanius minor), prigoare (Merops apiaster), ciuf-pitic (Otus scops), Porzana parva parva, cresteț pestriț (Porzana porzana), lăstun de mal (Riparia riparia), mărăcinar negru (Saxicola torquatus), silvie porumbacă (Sylvia nisoria)
- amfibieni (1): buhai de baltă cu burta roșie (Bombina bombina)
- mamifere (1): vidră de râu (Lutra lutra)
- nevertebrate (3): fluturele purpuriu (Lycaena dispar), Ophiogomphus cecilia, Unio crassus
- pești (3): romanogobio albipinnatus (Gobio albipinnatus), porcușor de nisip (Romanogobio kesslerii), fusar (Zingel streber)

Pe lângă speciile protejate, pe teritoriul sitului au mai fost identificate 2 specii de amfibieni, 2 specii de nevertebrate, 1 specie de reptile.